# Jorge Alessandri
Jorge Alessandri Rodríguez (Santiago, 19 de maio de 1896 — 31 de agosto de 1986) foi um engenheiro, político e empresário chileno, filho de Arturo Alessandri Palma.
Foi ministro da fazenda entre 1947 e 1950 e presidente da república entre 1958 e 1964. Disputou a eleição presidencial de 1970, mas perdeu para Salvador Allende, que se tornou o primeiro chefe de estado marxista democraticamente eleito do mundo.